# عینک یک‌چشمی

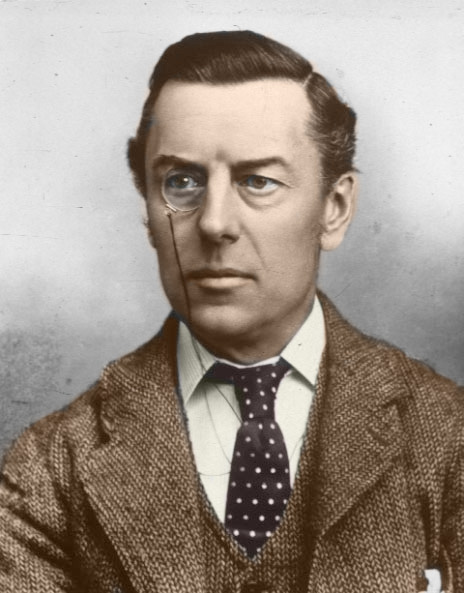
جوزف چمبرلین همیشه یک عینک یک‌چشمی به چشم خود داشت.

عینک یک‌چشمی (به فرانسوی: Monocle، راه‌یافته به تمام زبان‌های اروپا)، یک نوع عینک یا عدسی محسوب می‌شود که فاقد دستهٔ نگه‌دارنده روی گوش و پد بینی است و در حفرهٔ چشم قرار می‌گیرد یا با یک دست به‌طور موقت نگه داشته می‌شود. عینک‌های یک‌چشمی دارای یک زنجیر هستند که به لباس متصل می‌شود تا در موقع افتادن یا برداشتن عمدی آن، به زمین نیفتند.
در اروپا طی چند قرن گذشته، مونوکل توسط زنان و مردان ثروت‌مند و افراد شخیص استفاده می‌شد و بیش‌تر به صورت سفارشی ساخته می‌شدند تا با صورت و اندازه حفره چشم مطابقت داشته باشد.